# Albert Brosch
Albert Brosch  (* 23. Januar 1886 in Oberplan / Böhmerwald; † 22. Mai 1970 in Bad Windsheim / Mittelfranken) war Uhrmacher und Volksliedsammler.

## Leben
Albert Brosch wurde am 23. Januar 1886 in Oberplan im Böhmerwald (heute Horni Planá) als viertes von acht Kindern geboren und lernte von 1900 bis 1904 im Betrieb des Vaters den Uhrmacherberuf. Von 1904 bis 1907 war Brosch Uhrmachergehilfe im väterlichen Uhrmacherbetrieb. Von 1907 bis 1914 ging er als Geselle auf Wanderschaft und war bei verschiedenen Meistern tätig. Von 1909 bis 1915 war er als Geschäftsführer im väterlichen Betrieb tätig. Nach seinem Kriegsdienst von 1915 bis 1918 beim k.u.k. Telegrafenregiment eröffnete er in Eger (heute Cheb, im heutigen Tschechien) sein eigenes Geschäft für Uhren, Gold- und Silberwaren und heiratete die sangesfreudige Egererin Maria Magdalena Klier im Jahr 1919, mit der er vier Kinder hat. Seiner sangesfreudigen Schwiegermutter Margarete Klier verdankt Brosch viele unbekannte Volkslieder, die er notieren konnte. Nach der Vertreibung der Deutschen aus Böhmen (im heutigen Tschechien) fand Brosch Ende 1945 in Bad Windsheim (Mittelfranken, Bayern) eine neue Heimat, in der bis 1948 als Uhrmacher tätig war.

## Sammlung
Um 1900 las Albert Brosch in einer Wiener Zeitung einen Artikel des Volksliedforschers Josef Pommer, in dem dieser zur Sammlung von Volksliedern aufrief. Brosch erlernte die nötigen musikalischen Kenntnisse im Selbststudium, so auch das Zitherspiel und fertigte erste eigene Volksliedaufzeichnungen. Hierbei notierte er die Lieder mit Unterstützung seiner Zither, auf der er sich die Melodie mehrmals vorspielte. Brosch sammelte von 1902 bis 1919 im Böhmerwald (mit Unterbrechungen), von 1930 bis 1945 im Egerland (im heutigen Tschechien), von 1940 bis 1945 in volksdeutschen Lagern im Egerland (im heutigen Tschechien) und von 1945 bis zu seinem Tod 1970 zumeist in Mittelfranken (Bayern) sowie Baden-Württemberg. Sowohl Deutschböhmen und Mittelfranken, als auch Umsiedler aus Galizien, Buchenland, Bessarabien, Dobrudscha, Zips, und anderen Sprachinseln waren seine Gewährsleute. Nach der Flucht nach Bad Windsheim nahm er auch dort seine Sammeltätigkeit wieder auf.
Insgesamt zählt Broschs Liedersammlung, nach einer Recherche der Musikwissenschaftlerin Claudia Behn, 18 951 Aufzeichnungen (darunter auch viele Abschriften aus anderen Sammlungen und Mitschriften von anderen Sammlern), Broschs eigenhändig durchgeführte Liedersammlung beträgt 6 878 Sammlungsgegenstände.

## Ehrungen
Brosch erhielt die Ehrenmitgliedschaft der Eghalanda Gmoin z`München sowie die Bundes-Ehrenmitgliedschaft der Eghalanda Gmoin im Jahr 1953, er wurde 1953 Ehrenmitglied des Bad Windsheimer Gesangsvereines, bekam im selben Jahr die Max-Reger-Medaille der Stadt Weiden in der Oberpfalz, im Jahr 1956 die Nordgau-Ehrenplakette sowie das Ehrenzeichen der Sudetendeutschen Landsmannschaft und das Bundesverdienstkreuz am Bande der Bundesrepublik Deutschland, 1961 den Egerlandpreis und die Ehrenurkunde der Sudetendeutschen Landsmannschaft sowie die Balthasar-Neumann-Plakette, 1963 die Bürgermedaille in Silber der Stadt Bad Windsheim, 1966 wurde er Ehrenmitglied der Sudetendeutschen Ortsgruppe Bad Windsheim, 1967 erhielt Brosch das Bundesverdienstkreuz 1. Klasse und 1969 den Sudetendeutschen Volkstumspreis.